# Psammoecus pradieri
Psammoecus pradieri es una especie de coleóptero de la familia Silvanidae.

## Distribución geográfica
Habita en Tahití.